# Чемпионат Европы по лёгкой атлетике в помещении 2023
37-й чемпионат Европы по лёгкой атлетике в помещении проходил со 2 по 5 марта 2023 года на арене «Атакёй» в Стамбуле (Турция). К участию были допущены спортсмены, выполнившие в установленные сроки необходимые квалификационные требования и нормативы. На протяжении четырёх дней были разыграны 26 комплектов медалей.
Решение о проведении соревнований в Стамбуле было принято Советом European Athletics в ноябре 2020 года. Ранее этот турецкий город организовывал чемпионат мира в помещении — 2012.
В чемпионате приняли участие 593 легкоатлета из 47 стран Европы (301 мужчина и 292 женщины). В четвёртый раз подряд к турниру не была допущена сборная России, отстранённая от международных стартов из-за допингового скандала 2015 года. Более того, на фоне вторжения российских войск на Украину, начавшегося 24 февраля 2022 года, World Athletics и Европейская легкоатлетическая ассоциация закрыли допуск на главные международные соревнования даже для легкоатлетов, получивших нейтральный статус, а также для спортсменов из Белоруссии.

## Итоги соревнований
На чемпионате был установлен новый мировой рекорд в женском пятиборье. Предыдущее достижение превысили сразу две участницы, двукратная олимпийская чемпионка Нафиссату Тиам из Бельгии и Адрианна Сулек из Польши. Рекордный результат стал следствием их борьбы за победу, продолжавшейся до самого финиша заключительного вида. Несмотря на существенный отрыв, который Тиам заработала за счёт толкания ядра, Сулек оказалась близка, чтобы ликвидировать его в беге на 800 метров. Польская легкоатлетка выиграла эту дисциплину с лучшим результатом в истории пятиборья на чемпионатах Европы — 2:07.17. Чтобы сохранить лидерство, Тиам потребовалось установить личный рекорд в помещении — 2:13.60. Итоговое преимущество бельгийки составило 41 очко (перед стартом на 800 метров было 134). Рекордная сумма в 5055 очков сложилась из следующих результатов в отдельных видах: 60 метров с барьерами — 8.23, прыжок в высоту — 1.92, толкание ядра — 15.54, прыжок в длину — 6.59, 800 метров — 2:13.60. Результат Сулек (5014 очков), таким образом, стал вторым в истории лёгкой атлетики. Прежний мировой рекорд (5013 очков) принадлежал Наталье Добрынской из Украины и был установлен в 2012 году на этой же арене в Стамбуле на чемпионате мира.
Якоб Ингебригтсен, как и на прошлом чемпионате, сделал победный дубль в беге на 1500 и 3000 метров. На более короткой дистанции в борьбе с британцем Нилом Гурли он улучшил рекорд соревнований (3:36.70) почти на 3 секунды — 3:33.95. После турнира в Стамбуле на счету 22-летнего норвежского бегуна стало 5 золотых медалей чемпионатов Европы в помещении. Аналогичного результата достигла Лора Мьюр из Великобритании, которая добавила к имевшимся 4 титулам ещё один, в беге на 1500 метров среди женщин.
Две золотые медали также завоевала Фемке Бол из Нидерландов. 19 февраля 2023 года она установила новый мировой рекорд на дистанции 400 метров (49.26), а спустя 2 недели оказалась близка к нему и на чемпионате Европы. Бол уверенно выиграла соревнования с седьмым результатом в мировой истории — 49.85. Она пробежала 400 метров в помещении быстрее 50 секунд в третий раз в карьере. В заключительный день Бол привела сборную Нидерландов к победе в эстафете 4×400 метров с новым национальным рекордом и рекордом соревнований, а также седьмым результатом в истории лёгкой атлетики — 3:25.66. Как и Ингебригтсен, Фемке Бол повторила успех чемпионата 2021 года, где тоже выиграла 2 золотые медали.
Сильнейшим в беге на 60 метров с барьерами у мужчин стал Джейсон Джозеф из Швейцарии. С результатом 7.41 он занял второе место в списке сильнейших барьеристов Европы за всю историю. Лишь британец Колин Джексон бежал эту дистанцию быстрее.
Соотечественница Джозефа, Муджинга Камбунджи, в финале на 60 метров повторила один из самых старых рекордов чемпионата — 7.00 (Нелли Куман, 1986 год).
Чемпионские титулы защитили 10 победителей 2021 года в 11 дисциплинах. Помимо упомянутых, лучшими в Европе вновь стали Милтиадис Тентоглу в прыжке в длину (3 победа подряд), Педро Пичардо в тройном прыжке, Кевин Майер в семиборье, Кили Ходжкинсон в беге на 800 метров, Ярослава Магучих в прыжке в высоту, Ориоль Донгмо в толкании ядра.

## Призёры
Сокращения: WR — мировой рекорд | ER — рекорд Европы | NR — национальный рекорд | CR — рекорд чемпионата

### Мужчины
| Дисциплина                   | Золото                                                              | Золото                                             | Серебро                                                            | Серебро                                            | Бронза                                                                            | Бронза                                             |
| ---------------------------- | ------------------------------------------------------------------- | -------------------------------------------------- | ------------------------------------------------------------------ | -------------------------------------------------- | --------------------------------------------------------------------------------- | -------------------------------------------------- |
| 60 м подробности             | Самуэле Чеккарелли Италия                                           | 6.48                                               | Марсель Джейкобс Италия                                            | 6.50                                               | Хенрик Ларссон Швеция                                                             | 6.53 NR                                            |
| 400 м подробности            | Карстен Вархольм Норвегия                                           | 45.35                                              | Жюльен Ватрен Бельгия                                              | 45.44 NR                                           | Карл Бенгтстрём Швеция                                                            | 45.77                                              |
| 800 м подробности            | Адриан Бен Испания                                                  | 1:47.34                                            | Бенжамен Робер Франция                                             | 1:47.34                                            | Элиотт Крестан Бельгия                                                            | 1:47.65                                            |
| 1500 м подробности           | Якоб Ингебригтсен Норвегия                                          | 3:33.95 CR                                         | Нил Гурли Великобритания                                           | 3:34.23                                            | Азеддин Хабз Франция                                                              | 3:35.39                                            |
| 3000 м подробности           | Якоб Ингебригтсен Норвегия                                          | 7:40.32 NR                                         | Адель Мешааль Испания                                              | 7:41.75                                            | Эльзан Бибич Сербия                                                               | 7:44.03                                            |
| 60 м с барьерами подробности | Джейсон Джозеф Швейцария                                            | 7.41 NR                                            | Якуб Шиманьский Польша                                             | 7.56                                               | Жюст Квау-Мате Франция                                                            | 7.59                                               |
| Прыжок в высоту подробности  | Дауве Амелс Нидерланды                                              | 2.31 =NR                                           | Андрей Проценко Украина                                            | 2.29                                               | Томас Кармуа Бельгия                                                              | 2.29                                               |
| Прыжок с шестом подробности  | Сондре Гуттормсен Норвегия                                          | 5.80                                               | Эммануил Каралис Греция                                            | 5.80                                               | не вручалась                                                                      |                                                    |
| Прыжок с шестом подробности  | Сондре Гуттормсен Норвегия                                          | 5.80                                               | Пётр Лисек Польша                                                  | 5.80                                               | не вручалась                                                                      |                                                    |
| Прыжок в длину подробности   | Милтиадис Тентоглу Греция                                           | 8.30                                               | Тобиас Монтлер Швеция                                              | 8.19                                               | Габриэл Битан Румыния                                                             | 8.00                                               |
| Тройной прыжок подробности   | Педро Пичардо Португалия                                            | 17.60 NR                                           | Николаос Андрикопулос Греция                                       | 16.58                                              | Макс Хесс Германия                                                                | 16.57                                              |
| Толкание ядра подробности    | Зейн Вейр Италия                                                    | 22.06 NR                                           | Томаш Станек Чехия                                                 | 21.90                                              | Роман Кокошко Украина                                                             | 21.84 NR                                           |
| Семиборье подробности        | Кевин Майер Франция                                                 | 6348 очков                                         | Сандер Скотхейм Норвегия                                           | 6318 очков NR                                      | Ристо Лиллеметс Эстония                                                           | 6079 очков                                         |
| Семиборье подробности        | 6.85 — 7.41 — 15.81 — 1.98 — 7.76 — 5.30 — 2:44.20                  | 6.85 — 7.41 — 15.81 — 1.98 — 7.76 — 5.30 — 2:44.20 | 7.05 — 7.60 — 14.09 — 2.19 — 8.05 — 5.00 — 2:37.82                 | 7.05 — 7.60 — 14.09 — 2.19 — 8.05 — 5.00 — 2:37.82 | 7.05 — 6.91 — 14.59 — 2.07 — 8.05 — 5.10 — 2:39.50                                | 7.05 — 6.91 — 14.59 — 2.07 — 8.05 — 5.10 — 2:39.50 |
| Эстафета 4×400 м подробности | Бельгия · Дилан Борле · Александр Дум · Кевин Борле · Жюльен Ватрен | 3:05.83                                            | Франция · Жиль Бирон · Тео Андан · Виктор Королле · Мухаммед Кунта | 3:06.52                                            | Нидерланды · Исайя Бурс · Исайя Клейн-Иккинк · Рэмзи Анджела · Лимарвин Боневасия | 3:06.59                                            |

### Женщины
| Дисциплина                   | Золото                                                                  | Золото                               | Серебро                                                                          | Серебро                              | Бронза                                                                                   | Бронза                               |
| ---------------------------- | ----------------------------------------------------------------------- | ------------------------------------ | -------------------------------------------------------------------------------- | ------------------------------------ | ---------------------------------------------------------------------------------------- | ------------------------------------ |
| 60 м подробности             | Муджинга Камбунджи Швейцария                                            | 7.00 =CR                             | Ева Свобода Польша                                                               | 7.09                                 | Дэрилл Нейта Великобритания                                                              | 7.12                                 |
| 400 м подробности            | Фемке Бол Нидерланды                                                    | 49.85                                | Лике Клавер Нидерланды                                                           | 50.57                                | Анна Келбасиньская Польша                                                                | 51.25                                |
| 800 м подробности            | Кили Ходжкинсон Великобритания                                          | 1:58.66                              | Анита Хорват Словения                                                            | 2:00.54                              | Агнес Рааролаи Франция                                                                   | 2:00.85                              |
| 1500 м подробности           | Лора Мьюр Великобритания                                                | 4:03.40                              | Клаудия Бобоча Румыния                                                           | 4:03.76                              | София Эннауи Польша                                                                      | 4:04.06                              |
| 3000 м подробности           | Ханна Кляйн Германия                                                    | 8:35.87                              | Констанце Клостерхальфен Германия                                                | 8:36.50                              | Мелисса Кортни-Брайант Великобритания                                                    | 8:41.19                              |
| 60 м с барьерами подробности | Реэтта Хурске Финляндия                                                 | 7.79 =NR                             | Надин Виссер Нидерланды                                                          | 7.84                                 | Дитаджи Камбунджи Швейцария                                                              | 7.91                                 |
| Прыжок в высоту подробности  | Ярослава Магучих Украина                                                | 1.98                                 | Бритт Верман Нидерланды                                                          | 1.96 =NR                             | Екатерина Табашник Украина                                                               | 1.94                                 |
| Прыжок с шестом подробности  | Вилма Мурто Финляндия                                                   | 4.80 NR                              | Тина Шутей Словения                                                              | 4.75                                 | Амалие Швабикова Чехия                                                                   | 4.70                                 |
| Прыжок в длину подробности   | Джазмин Сойерс Великобритания                                           | 7.00 NR                              | Ларисса Япикино Италия                                                           | 6.97 NR                              | Ивана Вулета Сербия                                                                      | 6.91                                 |
| Тройной прыжок подробности   | Тугба Данышмаз Турция                                                   | 14.31 NR                             | Дарья Деркач Италия                                                              | 14.20                                | Патрисия Мамона Португалия                                                               | 14.16                                |
| Толкание ядра подробности    | Ориоль Донгмо Португалия                                                | 19.76                                | Сара Гамбетта Германия                                                           | 18.83                                | Фанни Роос Швеция                                                                        | 18.42                                |
| Пятиборье подробности        | Нафиссату Тиам Бельгия                                                  | 5055 очков WR CR                     | Адрианна Сулек Польша                                                            | 5014 очков NR                        | Нор Видтс Бельгия                                                                        | 4823 очка                            |
| Пятиборье подробности        | 8.23 — 1.92 — 15.54 — 6.59 — 2:13.60                                    | 8.23 — 1.92 — 15.54 — 6.59 — 2:13.60 | 8.21 — 1.89 — 13.89 — 6.62 — 2:07.17                                             | 8.21 — 1.89 — 13.89 — 6.62 — 2:07.17 | 8.21 — 1.83 — 14.12 — 6.55 — 2:14.52                                                     | 8.21 — 1.83 — 14.12 — 6.55 — 2:14.52 |
| Эстафета 4×400 м подробности | Нидерланды · Лике Клавер · Эвелин Салберг · Кателейн Петерс · Фемке Бол | 3:25.66 NR CR                        | Италия · Аличе Манджоне · Айомиде Фолорунсо · Анна Полинари · Элеонора Маркьяндо | 3:28.61 NR                           | Польша · Анна Келбасиньская · Марика Попович-Драпала · Алиция Врона-Кутшепа · Анна Палыс | 3:29.31                              |

## Медальный зачёт
Медали в 26 дисциплинах лёгкой атлетики завоевали представители 21 страны. Впервые в истории лучшей в медальном зачёте стала сборная Норвегии.
 Принимающая страна
| Место | Страна         | Золото | Серебро | Бронза | Всего |
| ----- | -------------- | ------ | ------- | ------ | ----- |
| 1     | Норвегия       | 4      | 1       | 0      | 5     |
| 2     | Нидерланды     | 3      | 3       | 1      | 7     |
| 3     | Великобритания | 3      | 1       | 2      | 6     |
| 4     | Италия         | 2      | 4       | 0      | 6     |
| 5     | Бельгия        | 2      | 1       | 3      | 6     |
| 6     | Португалия     | 2      | 0       | 1      | 3     |
| 6     | Швейцария      | 2      | 0       | 1      | 3     |
| 8     | Финляндия      | 2      | 0       | 0      | 2     |
| 9     | Франция        | 1      | 2       | 3      | 6     |
| 10    | Германия       | 1      | 2       | 1      | 4     |
| 11    | Греция         | 1      | 2       | 0      | 3     |
| 12    | Украина        | 1      | 1       | 2      | 4     |
| 13    | Испания        | 1      | 1       | 0      | 2     |
| 14    | Турция         | 1      | 0       | 0      | 1     |
| 15    | Польша         | 0      | 4       | 3      | 7     |
| 16    | Словения       | 0      | 2       | 0      | 2     |
| 17    | Швеция         | 0      | 1       | 3      | 4     |
| 18    | Румыния        | 0      | 1       | 1      | 2     |
| 18    | Чехия          | 0      | 1       | 1      | 2     |
| 20    | Сербия         | 0      | 0       | 2      | 2     |
| 21    | Эстония        | 0      | 0       | 1      | 1     |
| Всего | Всего          | 26     | 27      | 25     | 78    |